# لويز فرناندو بيريرا دا سيلفا
لويز فرناندو بيريرا دا سيلفا (بالبرتغالية: Luiz Fernando Pongelupe Machado‏) (20 فبراير 1988 بساو باولو في البرازيل - ) هو لاعب كرة قدم برازيلي في مركز حراسة المرمى. لعب مع نادي يانغون يونايتد ودوكسا كاتوكوبياس ‏ وماريليا أتلتيكو ‏ وريد بول برازيل ونادي بوا إيسبورت.

## روابط خارجية
- لويز فرناندو بيريرا دا سيلفا على موقع قاعدة بيانات كرة القدم.إي يو (الإنجليزية)
- لويز فرناندو بيريرا دا سيلفا على موقع Soccerway.com (الإنجليزية)